# Лунканій-де-Сус
Лунканій-де-Сус (рум. Luncanii de Sus) — село у повіті Тіміш в Румунії. Входить до складу комуни Томешть.
Село розташоване на відстані 330 км на північний захід від Бухареста, 83 км на схід від Тімішоари.

## Населення
За даними перепису населення 2002 року у селі проживали 38 осіб, усі — румуни. Усі жителі села рідною мовою назвали румунську.